# بيل قود
بيل قود (بالإنجليزية: Bill Good)‏ هو صحفي أمريكي، ولد في 1945.